# Kurt Günther (Journalist)

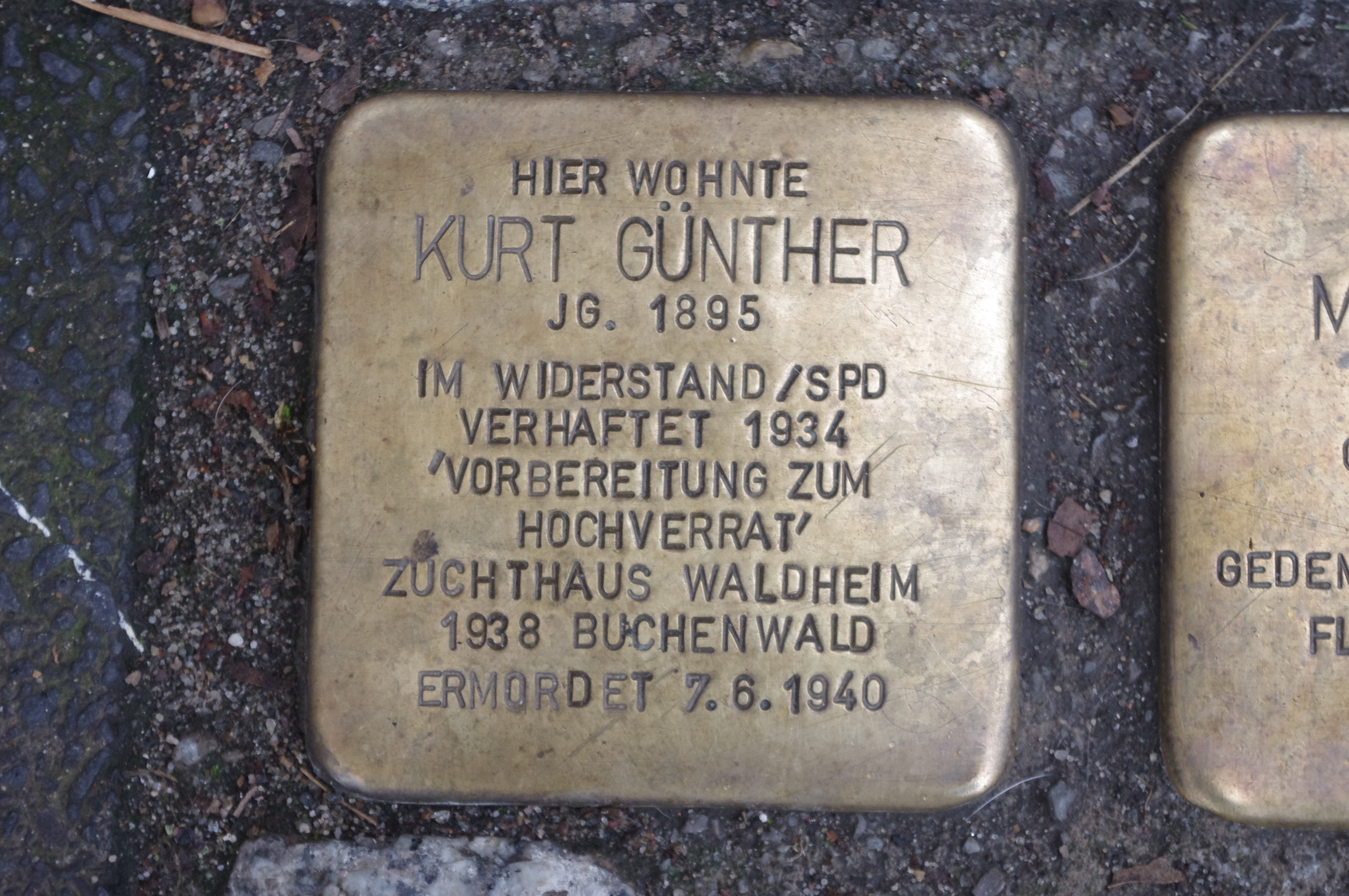
Stolperstein für Kurt Günther vor der Kurt-Günther-Straße 12 in Leipzig-Reudnitz

Kurt Wilhelm Günther (* 3. Januar 1895 in Leipzig; † 7. Juni 1940 in Buchenwald bei Weimar) war ein deutscher Journalist, sozialdemokratischer Widerstandskämpfer und Opfer des Nationalsozialismus.

## Leben
Kurt Günther wurde am 3. Januar 1895 als Sohn des Brauereiarbeiters  Friedrich Wilhelm Günther und dessen Ehefrau Adelheid Günther, geb. Flossmann, in Leipzig geboren. Günther lernte Steindrucker, bevor er 1915 bis 1918 als Teil des Infanterieregiments 179 am Ersten Weltkrieg teilnahm. Für seine Leistungen wurde er mit dem Eisernen Kreuz Zweiter Klasse ausgezeichnet.
Günther gehörte nach seinem Fronteinsatz zunächst der Gewerkschaft an, bevor er 1919 in die SPD eintrat. Dort engagierte er sich im Umfeld des Reichsbanners Schwarz-Rot-Gold und war SPD-Ortsvorsitzender im Leipziger Stadtteil Thonberg. Am 17. Juni 1922 heiratete er die zwei Jahre jüngere Milda Günther, geb. Flossmann. Ihr gemeinsamer Sohn Lothar wurde am 10. September 1927 geboren.
Beruflich wandte er sich dem Journalismus zu und arbeitet für die damals sozialdemokratische Leipziger Volkszeitung. Nach deren Verbot 1933 war Günther arbeitslos, engagierte sich jedoch weiter im Untergrund. So gehörte er der Leipziger Widerstandsgruppe Finke an und verteilte illegal den Neuen Vorwärts. Die Widerstandsgruppe wurde jedoch bereits 1934 enttarnt. Dies und seine weiteren illegalen Aktivitäten führten dazu, dass Günther verhaftet und wegen „Vorbereitung des Hochverrats“ zu drei Jahren und sechs Monaten Haft verurteilt wurde. Nach der Verbüßung seiner regulären Haftzeit wurde er von den Nationalsozialisten in Schutzhaft genommen und zunächst in Dresden, später im Konzentrationslager Buchenwald unter der Häftlingsnummer 2732 interniert. Während seiner Haftzeit besuchten ihn seine Frau und sein Sohn regelmäßig. Verzweifelt über das Schicksal ihres Mannes und ihrer Familie beging Milda Günther am 7. Juni 1938 Selbstmord. 
Kurt Günther wurde am 7. Juni 1940, genau zwei Jahre nach dem Suizid seiner Ehefrau, durch die Nationalsozialisten in Buchenwald ermordet. Sein Sohn Lothar, der nach dem Freitod der Mutter bei Günthers Bruder Willy Aufnahme fand, wurde erst 17-jährig durch die Nationalsozialisten eingezogen und starb im Januar 1945 an der Front.

## Gedenken
Am 1. August 1945 wurde die Lorckstraße im Leipziger Ortsteil Reudnitz-Thonberg im Stadtbezirk Südost, in deren Hausnummer 12 Günther mit seiner Frau und seinem Sohn bis zu seiner Verhaftung gelebt hatten, in Kurt-Günther-Straße umbenannt.
Seit Anfang 2018 recherchierten Schülerinnen und Schüler der Neuen Nikolaischule Leipzig in Kooperation mit dem Erich-Zeigner-Haus Leipzig die Biographie von Kurt Günther und machten sie somit erstmals einer breiteren Öffentlichkeit zugänglich. Zuvor waren die Mitglieder der Gruppe Finke im Allgemeinen und Kurt Günther im Speziellen nur Fachpublikum näher bekannt. 
Seit dem 23. August 2018 erinnern Stolpersteine vor der Kurt-Günther-Straße 12 an Günther und seine Familie als Opfer des Nationalsozialismus.